# Xã Porter, Quận Lycoming, Pennsylvania
Xã Porter (tiếng Anh: Porter Township) là một xã thuộc quận Lycoming, tiểu bang Pennsylvania, Hoa Kỳ. Năm 2010, dân số của xã này là 1.601 người.